# 西灣河開槍事件
西灣河開槍事件是指於2019年11月11日，有香港網民發起「紀念日三罷」。示威期間交通一名警署警長在西灣河清理路障時，向香港專業教育學院柴灣分校男學生周柏均開槍的事件。周柏均及另一男青年胡子健均涉嫌企圖搶槍及非法集結罪被捕，2022年11月30日兩人被判處監禁6年。

## 事發經過
在香港島西灣河太安樓對開，有大批示威者於西灣河的筲箕灣道及太安街十字路口交界，以垃圾及雜物設路障堵路。交通警員趕至清理路障，舉槍示意人群散開，期間有一名穿白色外套、戴口罩的男青年從人群走過，與該警員對視，並向警員舉起雙手以示沒有惡意，該青年曾舉起雙手顯示未持有任何武器，交通警員拔出手槍指向穿白色外衣青年的胸口，再用手拉著這名青年，之後兩人發生糾纏，此時包括周柏均在内的两名黑衣蒙面男子朝兩人糾纏的方向行近，正在糾纏的警員將其手槍指向周柏均，周柏均為救該名示威者而曾向警員的槍支方向伸手疑撥開槍支但未有觸及，警員在未有警告之下隨即向其右邊胸腹位置開一槍，他中槍倒地，之後有另一胡姓青年走近，同一交通警員再向其連開兩槍。被該名交通警員拉著穿白色外套的青年則在混亂中掙脫離開。及後一名警員到場增援，協助制服兩名倒地的黑衣青年。開槍的警員繼續持槍戒備，另一警員則拔出警棍，期間有街坊向警察大罵，持槍警員一度將手槍指向街坊。周在期间曾自行坐起身，但一度疑似失去意識，有警員把他的上半身大力拉起，又將他的身體大力搖晃幾下，之後又讓他躺下，其在送上救護車時一度站起來並嘗試逃跑，但很快便再被警員制服，再被送上救護車送院。
案發地面留有大灘血跡，警方之後封鎖西灣河太安樓一帶的道路，當時正值上班繁忙時間，有過百名街坊及早上上班的民眾不滿警方開槍，在現場指罵警員，又稱警方是「殺人犯」，而警員呼喚「暴徒出嚟」。之後一批防暴警察增援，並走上在筲箕灣道與海寧街交界的行人路，向在場市民噴射胡椒噴劑，不少市民包括多名長者被胡椒噴劑射中，並有至少兩人被捕。

## 入院治療
醫管局上午9時15分表示，中槍男子周柏均正在東區尤德夫人那打素醫院接受手術。據了解，周腹部中槍，右邊腎臟及右邊肝臟撕裂、肝門靜脈受損，正進行剖腹手術，需要切除右半邊肝及右邊腎。醫管局表示截至上午10時，東區醫院接收一名中槍男子，情況危殆。醫院一度要準備為周柏均換肝，醫生在他體內取出子彈亦曾遇困難。腎科專科醫生指，傷者將來若患上糖尿病，其腎衰竭程度或較一般人快一倍。

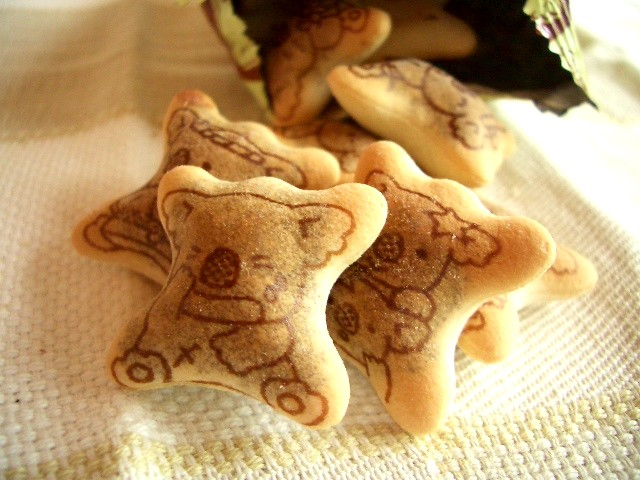
周柏均手術後獲香港市民大量贈送的樂天小熊餅。

2019年11月13日，周柏均在父親、立法會議員、律師陪同下見記者。周首先多謝關心自己傷勢的香港人，又笑言現在收到的熊仔餅疊起來已有一個人那麼高。周稱手術後第一件事是上網了解運動的最新發展，然而新聞只有更多示威者因警察暴力而受傷，令他非常擔憂，希望警察停止用不公義的手段對待追求民主的市民。周強調信念不因受傷動搖，他表示：
|                          | 人可以被子彈打死，但信念不會被子彈打死 |
| ——周柏均在出院當日的感言 |                                        |

周柏均又認為香港衝突日趨嚴重的最大責任，在於香港政府沒有回應，又呼籲港人珍惜自己手上民主一票，參與區議會選舉投票。
當被問及他手術後最想做甚麼，周柏均表示他最想食到樂天熊仔餅，消息傳出後他收到海量香港民眾贈送的小熊餅以示支持，以致周柏均要使用紅白藍袋才能盛載所有熊仔餅出院。周柏均因此事有了「熊仔餅」的外號。

11月20日，周柏均出院。後來他成立了一個協助建設化妝學校的基金「熊仔餅樂園計劃」。

## 各方回應

### 香港

#### 香港警察
事後警方發新聞稿，證實有警員開槍射中一名男子。警方在11月11日下午的例行記者會上，證實在西灣河共開槍發射三發實彈，其中一槍擊中一名21歲男子。港島總區指揮官表示，事發時一名警署警長正移除路障，有5名至6名示威者大叫「唔好畀佢走」（不要讓他走），最少一人手持「類似鐵通物體」，該警長「感生命受威脅下」拔槍及擎槍，惟一名白衣青年仍靠近。糾纏期間，有另一名黑衣青年走近，警方指他的右手「嘗試接觸警長佩槍及搶槍」，於是警長在「受威脅下」決定開槍，並擊中該男子右腹，而該警長在「『電光火石』間沒辦法給予任何警告」。當被問為何有警員移動中槍受傷的男子時，指揮官則稱「沒有看到這情況」，而手上片段只顯示中槍男子在救護車到場後嘗試逃走。此外，該指揮官也指出，警長可能認為自己有足夠能力處理移除路障的工作，但承認更安全的選擇是尋求支援。
網上有傳言指警隊高層下令前線人員當天行動中可胡亂開槍，警方嚴正澄清絕無其事，強調警員使用槍械需依照嚴格指引及須為自己的執法和行為負責。
11月12日，警方在記者會上再回應事件，指一名警員想過去幫忙處理被捕人士，並不知道他的傷勢，直至嘗試用膠帶索扣傷者的手，再反轉傷者扣上另一隻手時才發現他有受傷。但警方指不認為移動傷者是不恰當，因為被捕人的保安和安全同等重要，又指開槍警員當時面對的是「一個團夥」，而非「一個人」。涉事警員已休假，而警方暫時看到他拔槍和開槍均「沒有偏離指引」。
有「光頭警長」之稱的網絡著名人物劉澤基，在新浪微博發文支持開槍，表示「這才是國際標準」。

##### 丘品新聞批評警方擅用及刪剪片段
警方在11月11日下午的例行記者會上，曾發放一段影片解釋開槍的原因。香港網絡媒體《丘品創作暨丘品新聞》在11月12日凌晨發表聲明，指警方在未經授權下便在例行記者會上公開由《丘品新聞》拍攝的槍擊過程影片，而警方發放的片段更是經過刪剪，聲明又指警方並未有接觸該台相關記者錄取口供。
丘品新聞認為警方在記者會上播放的片段為刪減版，影響事實的準確性，未能讓市民真正了解在西灣河發生的槍擊事件始末，丘品新聞對此深感遺憾。

#### 傷者母校
香港專業教育學院發出聲明，證實該名傷者屬柴灣院校的周姓學生。而香港專業教育學院所隸屬的職業訓練局指出，校方對事件感到十分痛心和難過，已去信促請保安局徹底調查事件，又要求保安局或相關部門就事件起因及詳情作出全面調查。
傷者母校慈幼英文學校所屬慈幼會發出聲明，以「譴責過份及殺傷暴力」為題，譴責警方使用過份殺傷暴力、使用殺傷武器、不分青紅皂白驅趕市民及漠視生命，對此表示擔憂，要求政府盡速成立獨立調查委員會。對於以實彈擊傷校友，聲明表示痛心疾首，同時呼籲青年人要以「和平、理性、非暴力」的態度堅守訴求，保護自己及守護身邊的人。

#### 開槍警員兩女所讀學校
開槍警員有兩個女兒在德望學校就讀，該警員本人亦為該校家長教師會主席。在開槍事件發生後，觸發德望學校學生、舊生、教職員及家長發起網路聯署，要求校方立即解除其家長教師會主席職務。校方在11月11日晚上發出發出聲明，指涉事警員已辭退家長教師會主席一職。

#### 市民及公民團體
於東區醫院大堂位置，有市民為傷者打氣，亦有醫護人員手持單張，抗議警方以實彈傷害示威者。
民權監察成員王浩然接受港台節目《千禧年代》訪問，但按網上片段初步判斷，示威者並無手持武器，指根據指引，警方在「面臨生命威脅下、無其他選擇下」才可使用實彈，認為警方需詳細交代事件，並獨立調查開槍事件。
民間記者會發言人指有關人士手無寸鐵，在場的交通警員卻在生命無受威脅的情況下發射實彈，行為屬「蓄意殺人」。發言人呼籲民眾感憤慨之餘須保持冷靜，不要「妄自菲薄」，為日後的抗爭多出一分力。
國際特赦組織香港分會指香港警察的執法水平再創新低。警方以實彈射擊示威者顯示他們使用武力時魯莽，該會總幹事稱理解警方必須維持公共秩序，但現時警方已嚴重傷害民眾集會權利及表達政治訴求的自由。

#### 港鐵
港鐵因為該事件，於11月11日上午10時38分關閉港島線西灣河站，屆時港島線列車來往不停西灣河站。

### 香港以外

#### 中國大陸
《環球時報》總編輯胡錫進表示堅決支持香港警察開槍，擊倒圍攻他並「試圖奪槍」的「暴徒」，認為示威者破壞社會安寧、強行製造全城「三罷」，是「赤裸裸的暴徒」。英國廣播公司報道指，胡錫進的片段中警員拔槍指向白衣示威者的胸口的片段已被刪減，他發佈的視頻始於警方抓著示威者發生扭打。
中華人民共和國外交部称「視頻看得很清楚，暴徒襲警在先，警方完全是在依法處置，孰是孰非，一目了然」。外交部發言人耿爽同時反問英美等國家為何不對持反對意見人士被示威者撥液點燃、攻擊普通平民的行為予以譴責，批評英美等國「貌似公允，實則是非不分、偽善面目及雙重標準」。

#### 臺灣
時任中華民國總統蔡英文於同日在Facebook批評香港政府「不該對手無寸鐵的人民開槍，開槍只會惡化問題」、「北京和港府該回應香港人民的，不是子彈，而是對民主自由的承諾」。
中國國民黨副發言人黃心華稱，中國國民黨對香港街頭抗爭活動越演越烈，甚至發生示威者潑酸傷及路過學生、以及警察開槍等流血事件深感憂慮，呼籲香港政府與示威者理性溝通。

#### 日本
日本最大在野黨立憲民主黨黨魁枝野幸男在Twitter回應事件，認為在怎樣的政治體制之下，無論主張什麼意見，以公權力對沒有武器的市民發射實彈是不能接受，認為警方應停止使用過多武力。他同時向香港守護民主的運動表達敬意。

#### 美國
美國外交部關切香港情勢，譴責各方暴力行為，並呼籲警察與示威者保持克制，並重申總統特朗普呼籲以人道方式解決香港的示威活動。
卫报、美联社等媒体引用的视频中被删去示威者疑似抢枪的片段，受到中国网民的批评。

#### 英國
英國外交部關注示威者和警方之間的暴力升級，呼籲雙方透過對話尋找出路。

## 法庭提堂

### 私人檢控開槍警員
2020年1月23日，民主黨立法會議員許智峯以私人刑事檢控方式，入稟控告開槍的交通警員。許表示，反修例運動至今，警隊並無就個別警員的違法行為行出處分或起訴，只好透過私人起訴方式，彰顯公義。
6月11日，法庭接納「意圖造成身體嚴重傷害而射擊、企圖射擊」、「在罔顧他人安全的情況下，使用槍械或彈藥」，以及「發射或處理任何槍械，而相當可能傷害或危害任何人」3項控罪，最高刑罰可判終身監禁。許智峯回應時指，這是首次有警員因為警暴、使用的武力而遭到檢控，認為這次的裁決意義重大，訊息清晰，警員如果濫暴會受到懲治，需要承擔個人後果。雖然律政司有權介入私人檢控，許智峯認為律政司不應該介入。
然而，8月18日，律政司發信予許智峯，表示司長鄭若驊將會介入有關案件，而控方會申請撤回有關傳票。對於此決定， 許表示極度憤怒，質疑律政司包庇被告人。
其後，許智峯在11月17日向高等法院提出司法覆核，要求法庭推翻「律政司介入案件」的決定。入稟後不久，由於港區國安法所帶來的威脅，許智峯於12月決定流亡至丹麥。他的司法覆核申請在2021年5月7日，被李運騰法官駁回。法官認為許智峯棄保潛逃，沒有重視法庭的權威，一旦允許司法覆核，便會影響司法聲譽，因此拒絕批出司法覆核許可。

### 周柏均及子健案件
11月20日，外號「熊仔餅」的周柏均出院。他被控企圖搶槍及非法集結罪；而另一男子胡子健則涉嫌非法集結、企圖搶槍、協助罪犯及藏有工具可作非法用途被捕。
2020年6月2日，兩人的案件在西九龍裁判法院提堂。主任裁判官羅德泉禁止任何人，包括傳媒，刊登交通警員及其妻、兩名女兒的姓名、照片、工作地點及學校等可以披露他身分的訊息。2名被告獲准保釋。
案件其後於區域法院處理。兩人均表示「不認罪」。案件於2021年11月3日作審前覆核，並於12月6日正式開審，預計10天審期。到2022年8月29日宣判，區域法院法官謝沈智慧指當時警員遭被告等人「前後夾擊」，認為警員無法保護自己並受到嚴重威脅下，「使用佩槍完全合理」和「別無他法」。雖然辯方指警員的證供不可信，不過謝沈智慧指，拔槍事發突然，認為辯方逐格研究案發片段，並要求警員逐格解釋案發片段是吹毛求疵，接納警員證供。最後裁定兩名被告全部罪名成立，還押至10月10日求情和判刑，期間等候索取背景報告。辯方希望為次被告索取勞教中心報告，不過法官表示只會拿取背景報告，而索取醫療報告亦被法官反問，最終放棄索取。
另外，首被告獨自面對企圖在合法羈押下逃脫罪，謝沈智慧指警員向首被告宣布拘捕，並為他鎖上索帶，屬於合法羈押。兩人原在10月10日判刑，代表周柏均的辯方律師，資深大律師駱應淦指周於7日周五因肚痛於伊利沙伯醫院留醫，未能到庭。另一被告胡子健的代表律師已呈交書面求情陳詞。謝沈智慧決定押後案件，周柏均改至11月30日求情，胡子健則在同日判刑。到判刑當日，謝沈智慧指被告的裝備和衣著為「參與集結的滋事分子」，斥2人恃人多勢眾，「如惡霸般欺負獨自執勤的警員」，認為被告受傷和事後患上創傷後遺症是「咎由自取」，又反駁被告的情況與醫療報告所述不同，斥辯方所指的「生命危險」是「誇張失實和誤導法庭」，認為他們毫無悔意，沒有任何減刑理由下，判處監禁6年。
2022年12月22日，司法機構文件顯示，「熊仔餅」周柏均及同案被告就定罪及刑期提出上訴。根據司法機構網頁，上訴庭已排期於2024年3月26日，處理二人的上訴許可申請。

### 涉發布開槍警資料等案件
- 前香港眾志秘書長黃之鋒及另一名男子曾子成因於2020年在臉書發布開槍警員及其家人的個人資料，包括全名、相片；違反裁判法院及高等法院分別頒下匿名令及禁制令，2人被控藐視法庭罪，2人均認罪；2023年4月17日，高等法院法官高浩文聽畢雙方陳詞作出判決，黃之鋒被判入獄3個月，曾子成被判入獄21日，緩刑1年及付50,000元訟費[52]。法官高浩文在5月25日頒下判詞，指「起底」行為或造成「漣漪效應」，鼓勵他人騷擾事主。而黃之鋒是公眾人物，網上擁有大量追隨者，發布涉事資料所造成的危害或更大。他考慮黃的個人地位和社會情況，認為涉案帖文及影響，是其中一宗最嚴重的違反警員「起底」禁制令案件。法官另關注案件檢控延誤，指律政司在事發約20個月後才提控，他同意黃一方所指，律政司的解釋難以令人信服[53]。

- 一名男司機被指2019年11月11日在Facebook披露開槍警及其家人的個人資料，包括地址、警員妻子的電話號碼、女兒的姓名及學校名稱等，並附上「唔好傳！千祈唔好傳！」的字眼，涉違反「起底」禁制令。被告經朋友提醒後，他已刪除帖文，被告到2020年1月以「披露未經資料使用者同意而取得的個人資料」罪被捕。案件相隔3年到2023年7月提堂，被告承認藐視法庭，司機代表律師求情指，他僅出於好奇而犯案，沒有政治立場，只視警員的個人資料為八卦（gossip），沒有留意當時法庭的禁制令。到2023年7月18日，法官高浩文周於高等法院判他監禁28日，緩刑12個月，另須向律政司支付2.5萬元訟費，擇日頒布書面判刑理由[54]。

- 一名36歲男社工被指於2020年6月2日，在 Facebook 發帖公開開槍警全名，稱「冇人知你叫 XXX（開槍警全名）」，涉違反「起底」禁制令及匿名令。他在2023年7月31日於高等法院承認藐視法庭，法官高浩文判被告監禁21日，緩刑12個月，兼向律政司支付5萬元訟費[55]。

- 一名49歲工程經理被指於2022年在Twitter發布開槍警的「起底」照片和姓名，以及其女兒的照片，他否認「未獲同意披露個人資料意圖導致蒙受傷害」等兩罪，案件於2023年10月在東區裁判法院續審。控方傳召事件中開槍的交通警，他獲頒匿名令並在屏風後作供，指事後遭受「起底」，被人以其個人資料借貸、登記器官捐贈等，又收到「刀片信」威脅「死全家」，令其一家搬到安全屋，兩名女子因而轉到外地讀書。而自己外出需戴口罩，擔心被認出和襲擊[56]。

- 2023年10月12日，個人資料私隱專員公署公佈拘捕一名24歲男子，稱他涉嫌同年7月於互聯網發表圖片，披露「一名警務人員」及其家人的資料，違反私隱條例[57]。

## 外部連結
- 李運騰法官駁回司法覆核的判案書 （页面存档备份，存于）（英文）